# بوست (کتابخانه‌های سی‌پلاس‌پلاس)
کتابخانه‌های سی++ بوست (به انگلیسی: Boost C++ Libraries) مجموعه‌ای از کتابخانه‌های برنامه‌نویسی برای زبان برنامه‌نویسی سی++ است که پشتیبانی از کارهایی مانند جبر خطی، ساخت اعداد شبه تصادفی، ریسه‌بندی، پردازش تصویر، عبارات باقاعده و آزمایش واحد را ارائه می‌دهد. بوست دربرگیرنده بیش از ۱۶۴ کتابخانه منحصربه‌فرد از نسخهٔ ۱.۷۶ است.
بیشتر این کتابخانه‌ها تحت پروانه نرم‌افزار بوست منتشر می‌شوند که به بوست اجازه می‌دهد هم در پروژه‌های نرم‌افزار آزاد و هم در پروژه‌های نرم‌افزار مالکیتی استفاده شود. بسیاری از پدیدآورندگان بوست عضو کمیته استانداردسازی سی++ هستند و چند کتابخانه بوست برای الحاق به استانداردهای Technical Report ۱ و C++11 پذیرفته شده‌اند.